# Jean-Pierre Sauvage (chimiste)
Pour les articles homonymes, voir Jean-Pierre Sauvage et Sauvage.

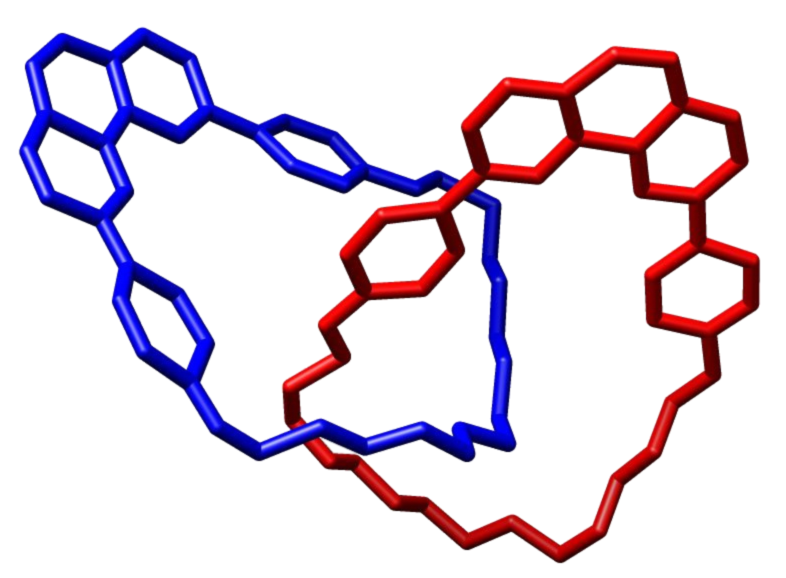
Structure cristalline d'un caténane (chaine moléculaire) décrite par Jean-Pierre Sauvage

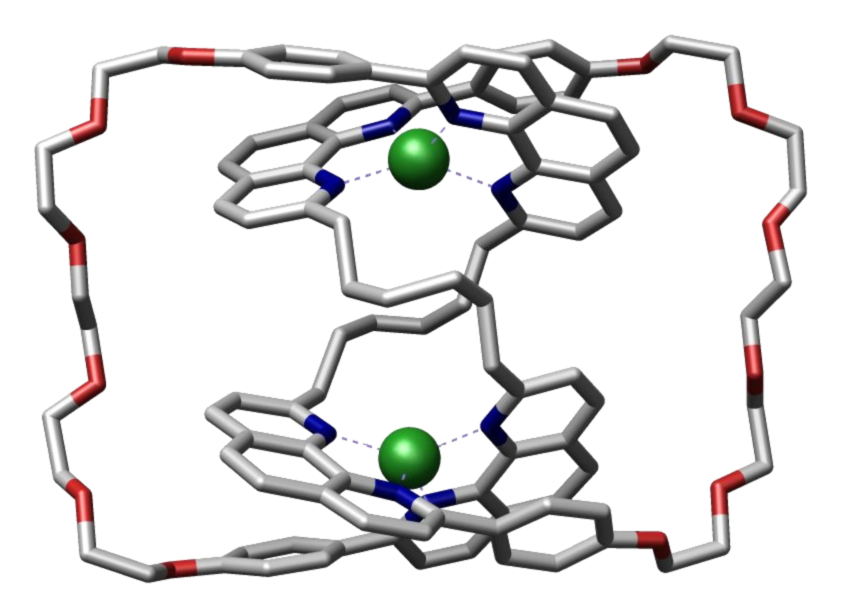
Structure cristalline d'un nœud moléculaire décrite par Jean-Pierre Sauvage

Jean-Pierre Sauvage, né le 21 octobre 1944 à Paris, est un chimiste français travaillant dans le domaine de la chimie de coordination.
Il est diplômé de l’École nationale supérieure de chimie de Strasbourg (aujourd'hui ECPM Strasbourg), promotion 1967. Il a notamment beaucoup contribué au développement des machines moléculaires. Il est co-lauréat du prix Nobel de chimie 2016 avec James Fraser Stoddart et Bernard L. Feringa.

## Biographie
Jean-Pierre Sauvage est né à Paris en 1944. À la suite d'une classe préparatoire aux grandes écoles au lycée Kléber à Strasbourg, il est diplômé de l’École nationale supérieure de chimie de Strasbourg (aujourd'hui ECPM Strasbourg), promotion 1967. Il a obtenu un doctorat à l'université Louis-Pasteur (Strasbourg I) sous la direction de Jean-Marie Lehn, lui-même prix Nobel de chimie 1987. Durant sa thèse de doctorat, il met au point la première synthèse de ligands cryptands. À la suite d'un post-doctorat avec Malcolm L. H. Green effectué à Oxford de 1973 à 1974, il devient en 2016 professeur à l'université de Strasbourg après avoir mené des recherches au CNRS de 1971 à 2014.
Les travaux scientifiques de Jean-Pierre Sauvage se focalisent sur la création de molécules qui imitent des fonctions de machines par changement de leur conformation en réponse à un signal extérieur (ajout d'énergie). Les raisons de son obtention du prix Nobel de chimie 2016 datent de 1983 quand il réussit le premier à synthétiser un caténane, une molécule consistant en deux anneaux moléculaires qui s’interpénètrent et qui sont donc plus liés mécaniquement que chimiquement. Ainsi les deux parties cycliques pouvant se déplacer relativement l'une à l'autre, son prix Nobel cite cela comme un effort initial et vital en vue d'obtenir des machines moléculaires (« a vital initial effort towards making molecular machine »). Les deux autres récipiendaires de ce prix Nobel de chimie 2016, Bernard Lucas Feringa et James Fraser Stoddart, ont exploré cette voie en créant plus tard un rotaxane et un rotor moléculaire (en), respectivement,.
Un autre thème de recherche de J.-P. Sauvage concerne la réduction électrochimique du CO2 et les modèles du centre réactionnel photosynthétique. Une large partie de son travail tient à la topologie moléculaire et spécialement aux architectures moléculaires enchevêtrées mécaniquement. Il a aussi décrit des synthèses de caténanes et de nœuds moléculaires basées sur des complexes de coordination.
Il est élu membre correspondant de l'Académie française des sciences le 28 mars 1990 et membre à part entière le 24 novembre 1997.
Il publie son autobiographie en 2022.
Par ailleurs, il a inspiré un personnage du livre « … et avec votre Esprit » d’Alexis Laipsker, dans lequel un personnage nommé Georges Toussant, professeur de Chimie et prix Nobel à l’Université de Strasbourg, est retrouvé sauvagement assassiné.

## Distinctions

### Prix
- 1978: Médaille de bronze du CNRS.
- 1988: Médaille d'argent du CNRS.
- 1991: Prix Izatt-Christensen.
- 1994: Médaille d'or Prelog de l'ETH Zurich.
- 1995: Prix Nessim Habif de l'université de Genève.
- 2005: Grand Prix Pierre Süe de la Société française de chimie.
- 2005: Prix Catalan Sabatier de la Société royale espagnole de chimie.
- 2008: RB Woodward Award in Porphyrin Chemistry.
- 2010: Docteur honoris causa de l'université de Zurich.
- 2016: Prix Nobel de chimie

### Décorations
- 2000 :  Chevalier de la Légion d'honneur
- 2016 :  Grand officier de l'ordre national du Mérite[12]
- 2020 :  Étoile d'or et d'argent de l'ordre du Soleil levant[13]

### Honneurs
- 2005: Baptême de la promotion 2005 de l'École européenne de chimie, polymères et matériaux de Strasbourg en son honneur : « Promotion Jean-Pierre-Sauvage ».
- 2024 : Une salle du lycée Kléber de Strasbourg est nommée en son honneur[14].

Il a obtenu plusieurs Doctorats honoris causa :
- Université de Zurich (2010,  Suisse)[15]
- Université de Birmingham (2010,  Royaume-Uni)[16]
- Université polytechnique de Valence (mars 2019,  Espagne)[17]

- Jean-Pierre Sauvage est membre d'honneur de l'Académie d'Alsace des sciences, lettres et arts.